# Gyula Pap (Maler)
Gyula Pap (geboren 10. November 1899 in Orosháza, Österreich-Ungarn; gestorben 24. September 1983 in Budapest) war ein ungarischer Maler, Lithograph, Silberschmied, Designer, Lehrer und Bauhausschüler.

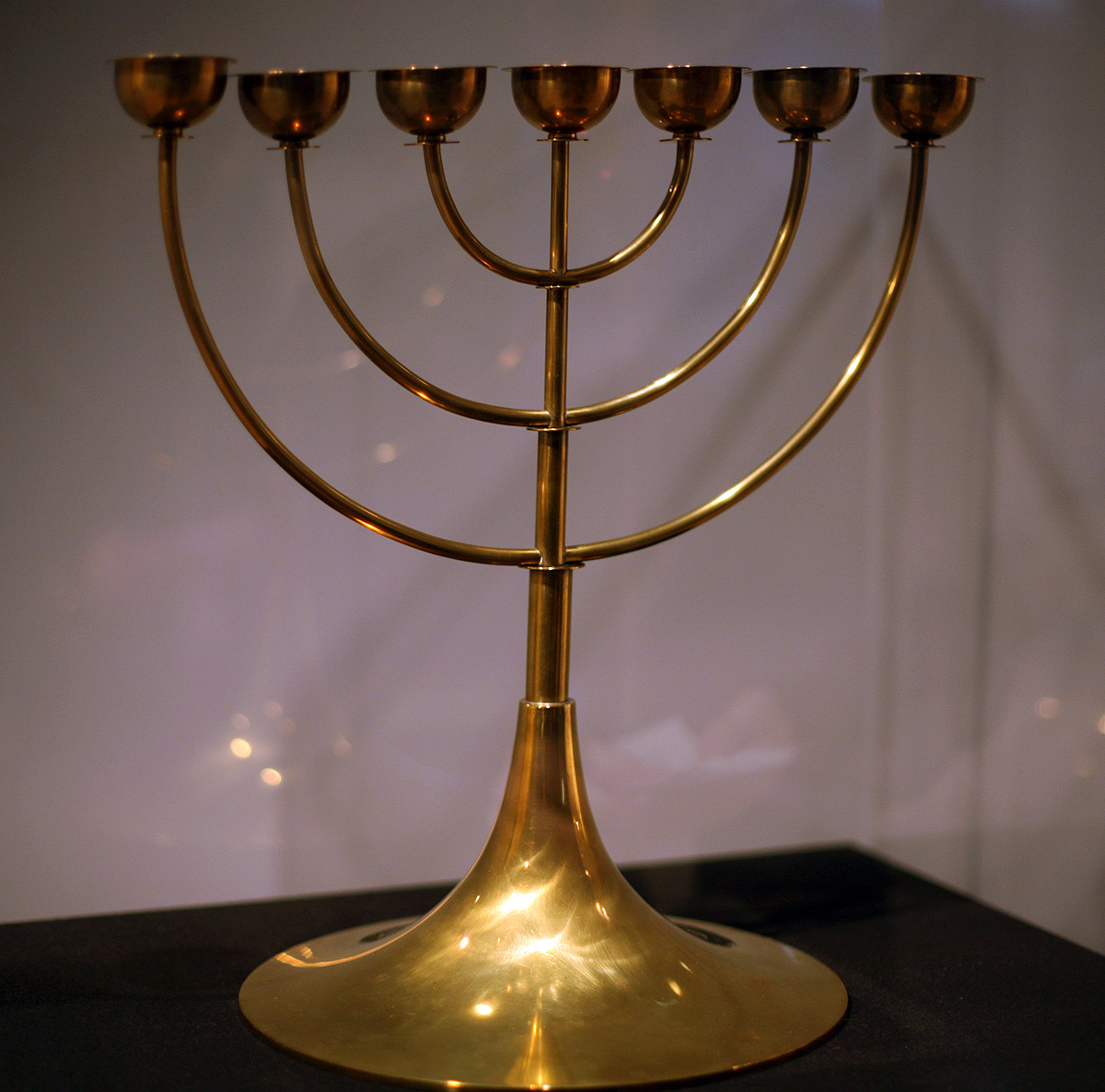
Menora (1922)

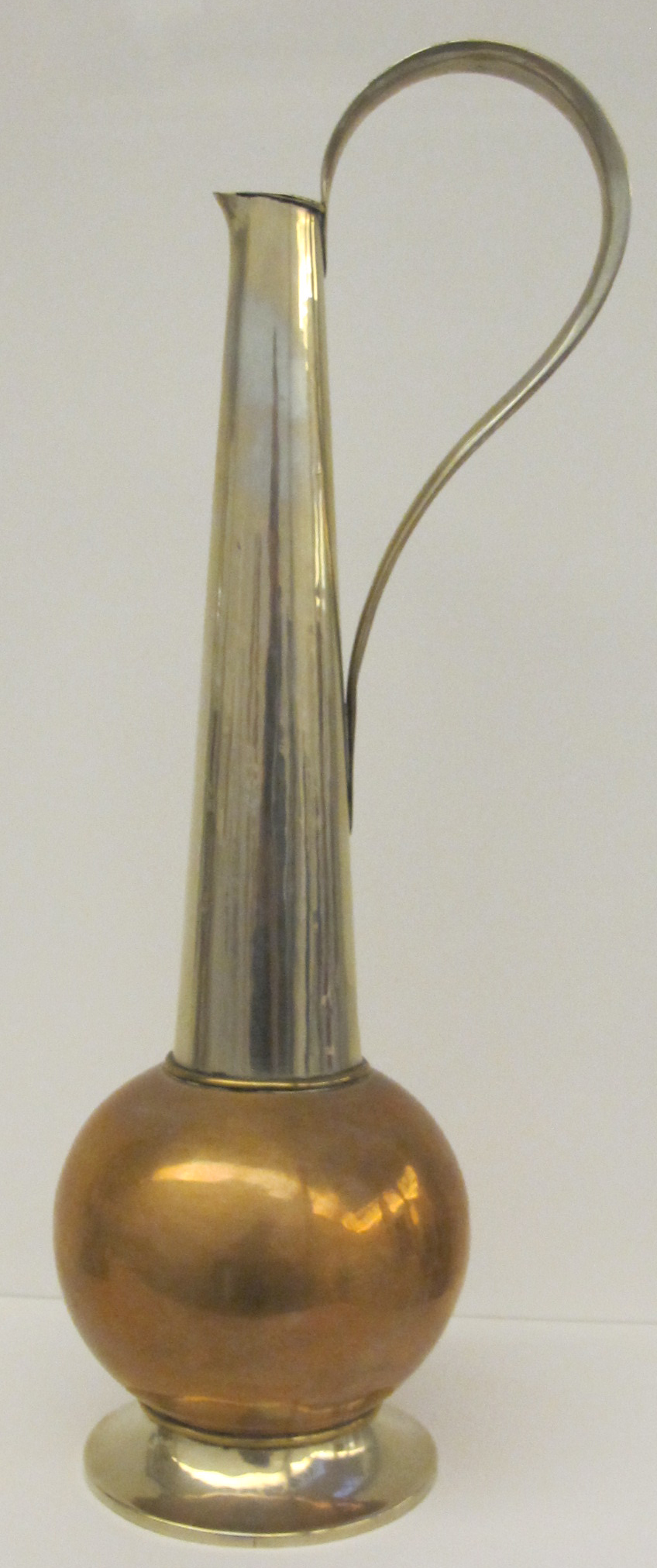
Likörkanne (1922)

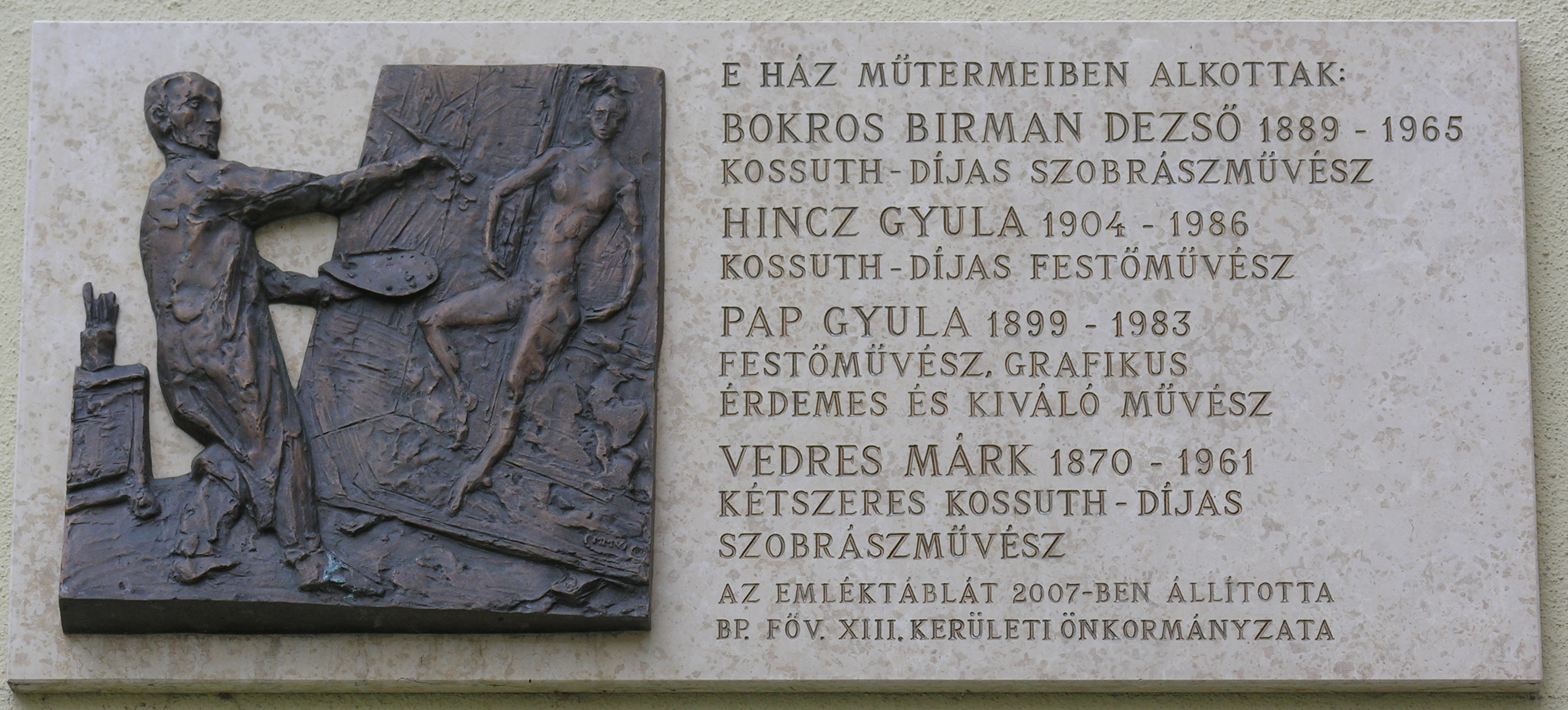
Gedenktafel in Budapest für Dezső Bokros Birman, Gyula Hincz, Gyula Pap und Márk Vedres (2007)

## Leben
Gyula Pap zog 1912 mit seinen Eltern nach Vösendorf und dann nach Wien und besuchte dort ab 1914 die Grafische Lehr- und Versuchsanstalt und nebenher eine zinkografische Werkstatt. 1917 wurde er als Soldat an die italienische Front einberufen und studierte nach Kriegsende ein Jahr an der Kunstgewerbeschule in Budapest. Nach der Niederschlagung der Räterepublik emigrierte er nach Österreich, wo er in Wien die private Kunstschule von Johannes Itten, an der auch Naum Slutzky lehrte, besuchte. Im Jahr 1920 wechselte er zur Silberschmiedausbildung nach Weimar, wo Itten die Metallwerkstatt am Bauhaus leitete. Dort am Bauhaus entstand 1922 von Pap eine Menora, auch als sechsarmiger Leuchter ausgeführt, und die Likörkanne. Ein Malkurs bei Theo van Doesburg machte ihn mit dessen Initiative De Stijl bekannt. Pap gehörte wie Paul Citroen, Georg Muche und Itten am Bauhaus zu den Mazdaznan-Anhängern. Er geriet 1923 in die Auseinandersetzung um die zukünftige Ausrichtung des Bauhauses auf die „industrielle Zweckform“, woraufhin László Moholy-Nagy als „Formmeister“ die Metallwerkstatt übernahm und Itten, der die „künstlerische Stilform“ verfolgte, das Bauhaus verließ. Pap legte am 6. April 1923 vor der Handwerkskammer Weimar die Prüfung ab, den Gesellenbrief erhielt er von Walter Gropius und er ging zurück nach Transsylvanien, da seine Mutter erkrankt war.
Zwischen 1924 und 1927 war er als Lithograph im seit 1919 rumänischen Siebenbürgen in Klausenburg und Hermannstadt tätig und begann zu fotografieren. Er gab dort eine pazifistische Zeitschrift heraus. Er wurde dann von Itten an dessen private Kunstschule nach Berlin geholt, wo er bis 1933 eine Malklasse und das Aktzeichnen leitete. Nach der Machtübergabe an die Nationalsozialisten wurde seine Aufenthaltsgenehmigung nicht mehr verlängert, und Pap kehrte 1934 nach Ungarn zurück, wo er versuchte, eine Malschule zu betreiben. In Budapest hatte er Kontakt zu der „Gruppe sozialistischer bildender Künstler“, zu Sándor Bortnyik, Ernő Kállai, mit dem er 1937 die Weltausstellung in Paris besuchte, und zu Lajos Kassák. Von 1936 an fand er Beschäftigung als Textilzeichner im Unternehmen von Léo Goldberger. 1944 wurde er zum Arbeitsdienst eingezogen.
Nach Ende des Zweiten Weltkriegs gründete er 1948 in Nagymaros die Malschule für Arbeiter- und Bauernkinder Nagy Balogh János nach Bauhaus-Prinzipien. Zwischen 1949 und 1962 war er in Budapest als Professor an der Hochschule für Bildende Kunst tätig.

## Bauhausleuchten
Pap entwarf 1923 für die Bauhausausstellung von 1923 im Musterhaus Am Horn einen Samowar aus Alpaka und Glas, der aber nicht zur Ausführung kam. Ihm wird ein Anteil an dem „kollektiven“ (Heyden) Entwicklungsprozess der Bauhausleuchte zugestanden, die von Carl Jakob Jucker in Glas und anschließend von Wilhelm Wagenfeld in Metall ausgeführt wurde, da er zuerst mit Glasrohren experimentierte. Er selbst möchte seinen Anteil an Juckers erster Realisierung der Tischlampe mit Glasfuß und Glasrohr größer veranschlagt sehen, für Hubertus Gaßner ist es unbestreitbar, dass ihm die Initiatorenrolle für die heute weitverbreitete Stehlampe gebühre.
Pap stellte im Musterhaus eine Stehlampe auf, die eine nackte, verspiegelte Glühbirne auf einem vernickelten Stahlrohr trägt. Unterhalb der Fassung brachte er eine kreisrunde Glasscheibe zur Streuung des Lichtes an. Die Stehlampe wurde 1925 im Bauhausbuch Nr. 7 „Neue Arbeiten der Bauhauswerkstätten“ abgebildet.
Die Stehlampe wurde nach der Jahrtausendwende wiederentdeckt und als Pap Stehleuchte nachgebaut und vermarktet.

## Schriften / Ausstellungen (Auswahl)
- Zeit des Suchens und Experimentierens, in: Form und Zweck, Nr. 4, Berlin 1976, S. 56–57.
- Zur Entwicklung der Jucker-Wagenfeld-Tischlampe, in: bauhaus 3, Katalog 9 der Galerie am Sachsenplatz, Leipzig 1978, S. 15f.
- Gyula Pap: Bauhausschüler, Künstler, Pädagoge. Ausstellung Frankfurt/Main, Holzhausenschlösschen 1999
- Klaus Weber, Staatliches Bauhaus Weimar (Hrsg.): Die Metallwerkstatt am Bauhaus : Ausstellung im Bauhaus-Archiv, Museum für Gestaltung, Berlin, 9. Februar – 20. April 1992. Berlin : Kupfergraben-Verl.-Ges., 2005³. 18 Fotografien von Objekten Paps, S. 230–239